# Valera Fratta
Valera Fratta är en ort och kommun i provinsen Lodi i regionen Lombardiet i Italien. Kommunen hade 1 708 invånare (2018).